# Rip It Up
Az 1982-es Rip It Up az Orange Juice együttes második nagylemeze. Szerepel az 1001 lemez, amit hallanod kell, mielőtt meghalsz című könyvben.

## Az album dalai
|     | Cím                      | Szerző(k)                         | Hossz |
| --- | ------------------------ | --------------------------------- | ----- |
| 1.  | Rip It Up                | Edwyn Collins                     | 5:19  |
| 2.  | A Million Pleading Faces | Zeke Manyika                      | 3:14  |
| 3.  | Mud in Your Eye          | Collins                           | 3:56  |
| 4.  | Turn Away                | Malcolm Ross                      | 3:19  |
| 5.  | Breakfast Time           | Collins                           | 5:10  |
| 6.  | I Can't Help Myself      | Collins, Dacid McClymont          | 5:05  |
| 7.  | Flesh of My Flesh        | Collins                           | 3:15  |
| 8.  | Louise Louise            | Collins                           | 2:51  |
| 9.  | Hokoyo                   | Collins, Manyika, McClymont, Ross | 5:06  |
| 10. | Tenterhook               | Collins                           | 5:01  |

## Közreműködők
- Edwyn Collins – gitár, ének, hegedű
- Malcolm Ross – gitár, ének, billentyűk
- David McClymont – basszusgitár, billentyűk
- Zeke Manyika – dob, ének, ütőhangszerek

### További zenészek
- Dick Morrissey – szaxofon
- Martin Drover – szárnykürt
- Martin Hayles – zongora, szintetizátor
- Mel Gaynor – ütőhangszerek
- Louise Waddle – taps
- Gavin Wright – hegedű
- Paul Quinn – vokál

## Fordítás
Ez a szócikk részben vagy egészben a Rip It Up (Orange Juice album) című angol Wikipédia-szócikk ezen változatának fordításán alapul.  Az eredeti cikk szerkesztőit annak laptörténete sorolja fel. Ez a jelzés csupán a megfogalmazás eredetét és a szerzői jogokat jelzi, nem szolgál a cikkben szereplő információk forrásmegjelöléseként.